# Viridrillia hendersoni
Viridrillia hendersoni é uma espécie de gastrópode do gênero Viridrillia, pertencente a família Pseudomelatomidae.